# Chřestýšek malý
Chřestýšek malý (Sistrurus catenatus) je druh chřestýše dělící se na tři poddruhy: Sistrurus catenatus catenatus, Sistrurus catenatus tergeminus a Sistrurus catenatus edwardsii.

## Výskyt
Chřestýšek malý je zvířetem nearktické oblasti, jeho areál rozšíření sahá od Velkých jezer přes Velké planiny (střed a jih) až po Texas a severovýchodní Mexiko. Přirozené prostředí druhu se liší podle regionu i podle ročního období. Během podzimu až konce jara žijí tito hadi nejčastěji ve vlhkých nížinných biotopech (lužní lesy, mokřady, vlhké prérie či rašeliniště), po zbytek roku se přesouvají do sušších a vyšších poloh.

## Popis
Chřestýšek malý patří mezi menší druhy chřestýšů, dosahuje velikosti 45 až 100 cm, průměrně asi 70 cm; samci jsou větší než samice. Stavbou těla je to mohutný tlustý had se širokou srdcovitou hlavou. Na konci ocasu vytváří chřestidlo, které však dosahuje malé velikosti a jeho chřestění spíše připomíná bzučení hmyzu. Zbarvení druhu je maskovací: šedé, hnědošedé až světlehnědé, se skvrnitým vzorem. Výjimkou nejsou ani černí jedinci. Spodní část těla má zbarvení temně šedé až černé. Had je vybaven tepločivými jamkami, pomocí kterých může detekovat přítomnost kořisti. Druh je jedovatý a při útoku vyklápí jedové zuby dopředu. Schopnost uštknout mají již mláďata. Jed je silný, ale had má krátké jedové zuby, které mnohdy ani neprojdou oblečením, navíc vypouští jedu pouze málo. Uštknutí proto nebývá člověku tolik nebezpečné.

## Chování
Chřestýšek malý je denní druh, jenž je aktivní od poloviny března−dubna do konce října−začátku listopadu. Zimuje převážně sám, maximálně ve skupině do sedmi jedinců. Využívá nory vyhloubené raky či savci. Loví hlavně malé savce, oblíbenou kořistí jsou například hraboši nebo křečci bělonozí, konzumuje také vejce, žáby či ptáky, ale i jiné druhy hadů. Chřestýšci se rozmnožují na jaře nebo na podzim, pokud však dojde ke spáření na podzim, samice si může spermie uschovat až do přístího jara. Jde o vejcoživorodý druh, za asi 3,5 měsíce samice porodí asi 5 až 20 mláďat, která tráví pár dnů v blízkosti své matky, poté žijí samostatně. Pohlavní dospělosti je dosaženo mezi třetím a čtvrtým rokem života. V zajetí se had dožívá až 20 let. Mezi přirozené nepřátele patří například štíhlovka americká (Coluber constrictor), korálovka sedlatá (Lampropeltis triangulum), jestřábovití (Accipitridae), volavkovití (Ardeidae) a ze savců mýval severní (Procyon lotor) a liška obecná (Vulpes vulpes).

## Ohrožení
Nebezpečí představuje ztráta přirozeného prostředí, například vlivem zemědělství či odvodňováním mokřadů. Někde jsou hadi rovněž zabíjení lidmi. Vzhledem k velkému areálu rozšíření a početné populaci však Mezinárodní svaz ochrany přírody (IUCN) považuje chřestýška malého za málo dotčený druh.